# Бантыш, Василий Александрович
Васи́лий Алекса́ндрович Банты́ш (1858 — 1915) — изюмский уездный предводитель дворянства, член III Государственной думы от Харьковской губернии.

## Биография
Происходил из потомственных дворян Харьковской губернии. Сын Александра Фёдоровича Бантыша (1828—1916) и Ольги Ивановны Хлоповой (1837—1889). Землевладелец Изюмского уезда (5000 десятин).
Среднее образование получил в реальной гимназии в Штутгарте, в 1884 году окончил Рижский политехнический институт со званием инженера-химика.
По окончании политехникума посвятил себя сельскому хозяйству и общественной деятельности. Избирался почётным мировым судьёй (с 1885), председателем Изюмской уездной земской управы и членом Екатеринославской губернской земской управы, изюмским уездным предводителем дворянства (1901—1909). В русско-японскую войну состоял уполномоченным от Всероссийского дворянского отдела Красного Креста.
В 1907 году был избран членом III Государственной думы от Харьковской губернии. Входил во фракцию октябристов. Состоял членом комиссий: по местному самоуправлению, сельскохозяйственной и по направлению законодательных предположений. С 6 декабря 1913 года состоял в чине действительного статского советника.
Скоропостижно скончался в 1915 году в своем имении Камышеваха.